# Niceforonia columbiana
Niceforonia columbiana är en groddjursart som först beskrevs av Werner 1899.  Niceforonia columbiana ingår i släktet Niceforonia och familjen Strabomantidae. IUCN kategoriserar arten globalt som otillräckligt studerad. Inga underarter finns listade i Catalogue of Life.